# Émile Roche
Émile Roche, né le 24 septembre 1893 à Estaires (Nord) et mort le 25 octobre 1990 à Paris, est un homme politique, publiciste, homme d'affaires et journaliste français. Personnalité du Parti radical, il a dirigé dans l'entre-deux-guerres un quotidien parisien, La République. Il a présidé le Conseil économique et social durant vingt ans, de 1954 à 1974.

## Biographie

### Un jeune journaliste à Hazebrouck
Émile Roche est le fils d'un épicier du Nord de la France, d'origine flamande. Sa famille est républicaine ; un grand-père, Cyrille Roche, a été un opposant à Napoléon III. Ce dernier était un industriel fabriquant de l'amidon de riz qui finit presque ruiné. Il étudie dans un collège privé catholique, qu'il quitte à l'âge de 13 ans pour travailler dans une usine de textile du fait de difficultés financières familiales. L'activité de ses parents est redevenue prospère par la suite. 
Roche commence sa carrière de journaliste à 18 ans vers 1911 : il rédige jusqu'en 1913 de courts articles pour Le Cri des Flandres, hebdomadaire d'informations générales dans les quatre cantons, d'Hazebrouck (Nord et Sud), Cassel et Steenvoorde. Ce journal fondé en 1910 est dirigé par un clerc, Jules-Auguste Lemire, député du Nord depuis 1893 et l'une des figures marquantes de la démocratie chrétienne, qui a eu à maintes reprises des démêlés avec la hiérarchie catholique et avec son évêque monarchiste. Roche vend aussi ce journal dans la rue, ainsi que L'éveil Démocratique de Marc Sangnier, autre catholique social et progressiste. Sa rencontre avec l'abbé Lemire lui inocule le virus de la politique et le met en contact avec le personnel politique de la région. Le jeune Émile Roche lit beaucoup, notamment des livres sur l'économie et le social. Il se détache de la religion catholique, par hostilité aux réactions de l'Église exigeant des catholiques flamands qu'ils n'achètent pas le journal de Lemire et qu'ils le renient en confession, .

### Un homme politique radical, directeur de journaux
Après la Première Guerre mondiale durant laquelle il a été mobilisé et dont il est sorti avec le grade de capitaine, il s'inscrit en 1919 au Parti radical à Lille. Ce parti de gouvernement, pilier de la République parlementaire, a une solide tradition laïque et anticléricale mais aussi patriote. Il s'installe ensuite à Paris, en 1920, où il s'intéresse à la politique selon ses mémoires . Il fonde en 1923 une entreprise de négoce en huiles et graisses industrielles et devient administrateur de plusieurs sociétés par la suite. Cela va lui permettre de contribuer au financement de différents journaux d'opinion. Il participe à Lille à une réunion de la fédération du Nord du parti radical en 1924, avant les élections législatives ; cette fédération se réunit alors pour la première fois depuis la guerre. 
Franc-maçon, il est membre de la Grande Loge de France, ayant été initié dans les années 1920 à la loge Les amitiés internationales.
Il fréquente le jeune Jean Luchaire et contribue en juin 1927, à 34 ans, au lancement de la revue mensuelle de ce dernier, Notre temps, qu'il finance en partie à ses débuts et dont il est un temps le co-directeur avec Luchaire,,,. En février 1928, à la veille des élections législatives, il fonde La Voix, un nouveau quotidien, dont il est le co-directeur et dont Luchaire assure la rédaction en chef durant un trimestre et qui devient bientôt hebdomadaire, en juin. Il rompt avec Luchaire à l'automne 1928 pour des motifs financiers. Bertrand de Jouvenel remplace Luchaire comme rédacteur en chef, Pierre Valude, ancien député, est l'autre codirecteur, jusqu'à sa mort au début de l'année 1930. Le journal a comme collaborateurs des jeunes radicaux comme Jouvenel, Jacques Kayser, Georges Potut, Pierre Dominique. Ce périodique se présente à partir de juillet 1929 comme un « hebdomadaire de gauche politique, économique et social ».
Il approche à la fin de l'année 1927 le sénateur Joseph Caillaux, revenu sur le devant de la vie politique depuis 1925, et en devient à la fois un proche collaborateur, un « disciple passionné », un confident et un ami. Il le restera jusqu'à la mort de ce dernier en 1944 et sera son exécuteur testamentaire. Il affirme dans ses mémoires avoir admiré l'action politique de Caillaux depuis 1911 - président du conseil, il a conclu cette année-là une convention avec l'Allemagne pour résoudre la crise marocaine déclenchée par le « coup d'Agadir » et éviter une guerre -, lui sachant gré en particulier de sa volonté de négocier avec l'Allemagne en 1917 qui lui valut sa condamnation pour « intelligence avec l'ennemi » en 1920 . 
Il fait partie de l'aile droite des Jeunes Turcs du parti radical : il y joue un rôle important grâce à la fois à son insertion dans les réseaux de Caillaux et à son argent. Il est élu secrétaire en octobre 1927 puis vice-président du Parti radical, à partir de novembre 1931,,. Il prend la présidence de la fédération du Nord du parti radical en mai 1932,, à la suite de la mort du sénateur Charles Debierre, et la conserve jusqu'en 1954 ou 1956. 
Il contribue en juin 1929 à la fondation du quotidien parisien La République ; il est l'administrateur à ses débuts de ce journal d'opinion. Ce quotidien est fondé avec l'appui du président du parti radical, Édouard Daladier, qui en prend la direction politique jusqu'en juin 1930,. Selon Roche, ce journal doit recruter des collaborateurs « dans le parti radical, mais encore à la gauche et à la droite de celui-ci (...) (afin de) présenter la défense d'un programme commun à nombre de parlementaires assez groupés pour faire une majorité, (...) susceptible de constituer sur ces bases dans le pays le regroupement des hommes de gauche ». C'est pourquoi l'équipe de La Voix est décidée à lui apporter sa collaboration. Jacques Kayser est son rédacteur en chef à ses débuts. Conçu à l'origine comme un journal chargé d'épauler l'entreprise de rénovation du radicalisme mise en place par Daladier, le quotidien devient l'organe des « jeunes radicaux » lorsque Daladier prend ses distances en 1930. Il est selon l'historien Serge Berstein « le plus intéressant et le mieux rédigé des journaux radicaux de l'entre-deux-guerres ». En mars 1931, La Voix et La République fusionnent et Roche en prend la direction le mois suivant,. Ce journal ne parait que sur 4 ou 6 pages ; il n'a que 8 000 abonnés en avril 1931. Gabriel Cudenet est alors le rédacteur en chef. Les collaborateurs de son journal sont des parlementaires radicaux comme Caillaux et d'autres, des personnalités du parti radical comme Édouard Pfeiffer, mais aussi des néo-socialistes pacifistes comme Marcel Déat. Les journalistes sont Robert Lange, rédacteur en chef de 1933 à sa rupture en avril 1934, Bertrand de Jouvenel - qui quitte ce journal après le 6 février 1934 -, chargé des questions économiques, Pierre Paraf, chargé de la direction littéraire et de la confection du quotidien durant les vacances d'été, Pierre Dominique, rédacteur puis rédacteur en chef à partir de 1936. 
Alors qu'il habite Paris, il se porte candidat du parti radical lors d'une élection législative partielle en 1934 à Cambrai, à la suite du décès du député socialiste Maurice Camier, mais il échoue ; il ne dépasse pas le premier tour et se désiste pour le candidat socialiste, Louis Brodel, élu. Il ne se soumettra plus au suffrage universel par la suite, préférant selon ses mémoires « l'exercice de l'influence, de préférence à celui du pouvoir, fût-on ministre » et parce qu'il goûte peu le « servage aux ordres de l'électeur » .  
Homme d'affaires, il est administrateur de différentes sociétés comme la Société française pour le commerce en Roumanie, constituée en 1934, aux côtés de deux financiers. Il est de 1932 à 1934 administrateur de la société qui possède le quotidien Le Petit Journal et d'une petite entreprise, Presse expansion, toutes deux liées à Raymond Patenôtre. Il est aussi administrateur puis président de la Société immobilière et fermière de Vence, société anonyme au capital de 5 millions de francs en 1942, constituée en 1929. 
Il fait partie au sein du parti radical de la tendance minoritaire méfiante à l'égard du Front populaire, par hostilité au communisme. Il participe néanmoins le 11 novembre 1935 à Lille à une grande réunion du Front populaire présidée par le socialiste Roger Salengro, aux côtés du député communiste Arthur Ramette,. Dans le département du Nord, le parti radical est devenu très minoritaire et Roche y proclame son attachement à un « tiers-parti » opposé à la fois à la droite et aux extrémistes de gauche. Roche et les cadres de sa fédération nordiste n'adhèrent que du bout des lèvres au Front populaire. Il anime avec La République un courant résolument anticommuniste à partir de juin 1936,,,. Durant le Front populaire, il mène une campagne de dénonciations des meneurs « politiques » des grèves « toujours en quête de trouble social ». Son discours tenu lors du congrès de Biarritz du parti radical en octobre 1936 est un réquisitoire contre le Parti communiste, sa duplicité et ses agissements, visant à convaincre les radicaux de rompre avec ce parti. Il accuse notamment les communistes d'entretenir « l'agitation sociale » depuis le déclenchement des grèves et de vouloir l'intervention de la France dans la guerre d'Espagne, « qui risque d'entrainer la France dans un conflit européen ». Il déclare : « Je viens dire ici au gouvernement au nom de nombreux radicaux que nous en avons assez et que nous ne voulons pas
qu'on capitule devant les ordres de Moscou »,,,. Il participe aux assemblées d’arrondissement du parti radical comme en 1936 à Caudry où il est reçu par Léon Massa, membre des jeunesses radicales. 
Selon l'historienne Annie Lacroix-Riz, qui se fonde notamment sur des notes de police elles-mêmes fondées en partie sur des rumeurs, il a « fait partie des journalistes recrutés par le patronat » aux débuts du Front populaire alors qu'il était président de la fédération radicale du Nord. Son journal La République a bénéficié d'une subvention de la banque Worms à ses débuts et des fonds secrets gouvernementaux, notamment versés par le ministre des affaires étrangères Georges Bonnet en 1938-1939, a été « sauvé de la faillite par le Reich en février 1933 », financé par le « Comité des forges et le textile du Nord » et en partie par lui. Elle le présente sans nuances[Interprétation personnelle ?] comme « un hitlérien, symbole de la symbiose germano-synarchique » et ajoute qu'il a conduit une campagne en septembre 1938 aux côtés de Marcel Déat en faveur d'un plébiscite pour la cession des Sudètes, relayant alors une exigence d'alors de l'Allemagne nazie,,.
Le tirage de La République est de 20 000 exemplaires en 1934, de plus de 140 000 exemplaires en 1936. Mais, du fait de ses critiques à l'égard du Front populaire, le journal perd le soutien d'une clientèle intellectuelle et son tirage s'effondre pour atteindre 6 000 exemplaires en 1939,. 
Pacifiste et anticommuniste, il est membre en 1937 du conseil d'administration du Comité France-Allemagne. Il est hostile en 1938 au « parti de la guerre », aux « Franco-Russes » représentés selon lui par des hommes politiques et des journalistes comme Pertinax, Émile Buré ou Geneviève Tabouis. Dans une lettre à Caillaux, il écrit qu'ils sont partisans d'une guerre contre l'Allemagne d'Hitler et agents d'une campagne dont le « moteur » est russe et juif. Il est très favorable aux accords de Munich et soutient la politique de Daladier et Georges Bonnet. Dans son journal La République, il dénonce en 1938 l'antisémitisme, rappelant qu'il a adhéré à la LICA, présidé un comité d'accueil de réfugiés juifs et qu'il est un petit-fils et un fils de dreyfusards mais il critique les immigrés juifs qu'il juge trop bellicistes. Il est encore membre du comité France-Allemagne en 1938, songeant comme d'autres à démissionner selon Annie Lacroix-Riz .

### Sous l'Occupation
Sous l'Occupation, Émile Roche fréquente discrètement les milieux du Rassemblement national populaire (RNP) de Marcel Déat sans en être membre et donne trois articles au journal collaborationniste Les Nouveaux Temps de Luchaire ; il y critique les anciens partis, prend position pour le parti unique et proclame que « l'Europe doit se faire, l'Europe se fera »,. Son livre de 1942 est introduit par Joseph Barthélemy, ministre de la justice du maréchal Pétain. En 1950, il interviendra en faveur d'Otto Abetz, dont il fut et restera l'ami.
Il est brièvement arrêté à la Libération, en septembre 1944. Selon François Bloch-Lainé, c'est à la demande d'Albert Bayet, président de la fédération de la presse et membre de l'aide gauche du parti radical, qu'il a été arrêté. Roche a demandé à Bloch-Lainé, à qui il avait proposé en 1942 de le faire entrer au cabinet de Pierre Cathala (ministre à l’Économie nationale et aux Finances de Pétain, ancien du parti radical), d'intervenir pour le faire sortir de prison, mettant en avant son appartenance à la franc-maçonnerie. Selon Simon Epstein, son emprisonnement n'a duré que quelques semaines et son arrestation s'explique par le fait qu'il fut administrateur d'une entreprise juive aryanisée.

### De laIVeà laVeRépublique
Il donne des articles à plusieurs journaux après la guerre. Ainsi à La Dépêche de Paris, journal radical dont il est le codirecteur, ressuscité brièvement à la demande d'Édouard Herriot, dès 1946,, à L'Information financière, économique et politique et au quotidien Paris-Presse -L'intransigeant dans les années 1950, au quotidien Combat dans les années 1960. Il dirige La Semaine économique et financière de 1948 à 1950. Il siège au conseil de surveillance de la société à responsabilité limitée possédant ce périodique à partir de décembre 1948. Ce périodique fusionne en 1950 avec La Vie française. 
Il demeure vice-président du parti radical après la guerre. Au congrès d'avril 1946, il fait partie de la tendance composée de radicaux ayant été hostiles au Front populaire qui l'emporte contre les tenants de l'union avec la gauche. Il est même « l'influent chef de file de cette tendance » et le principal dirigeant du néo-radicalisme issu des années 1930, soucieux des problèmes économiques et qui préconise une organisation libérale de l’économie, rompant ainsi avec un siècle de tradition radicale prônant l’intervention de l’État. D'où sa vice-présidence du Rassemblement des gauches républicaines. Il est le président administratif du parti radical (1951-1954). Il est aussi présent au Grand Orient de France,,. Il fonde en 1953 à Paris et préside un Cercle Joseph Caillaux qui publie des Cahiers et donne des déjeuners au cours desquels des personnalités, souvent du monde radical, viennent donner des conférences,,. 
Nommé au Conseil économique et social en 1951, il devient le 11 mai 1954, à la mort de Léon Jouhaux, le président de cette assemblée consultative, troisième assemblée constitutionnelle du régime. Il est réélu chaque année sous la IVe République. Il parvient à conserver sa fonction de président avec la formation de la Ve République en 1958. Il est ensuite réélu tous les 5 ans jusqu'à son retrait volontaire en 1974. Il continue cependant à siéger comme simple membre jusqu'en 1979. Si son mandat de président a été renouvelé plusieurs fois après 1958, c'est parce que, selon lui, le général de Gaulle, devenu président de la République, le voulut . Il n'a cependant pas été consulté lorsque le pouvoir gaulliste a décidé en 1959 de transférer le siège du Conseil du Palais-Royal au Palais d'Iéna  et il a déploré à plusieurs reprises que l'assemblée qu'il préside ne soit « pas suffisamment consultée » par les gouvernements successifs du général de Gaulle « ou bien que l'on ne suive pas suffisamment ses conseils et avis, et même qu'on les veuille ignorer »,. En 1972, sous la présidence de Georges Pompidou, il déplore à nouveau « que les déclarations du gouvernement selon lesquelles le Conseil économique constitue le lieu privilégié de la concertation n'aient été suivies d'aucun effet et soient restées lettre morte » et souligne que le Conseil « n'a, à aucun moment, été associé à l'élaboration des textes à travers lesquels s'est définie véritablement la politique économique et sociale du gouvernement ». 
Il est favorable à la présence française en Afrique du Nord sous la IVe République, notamment au Maroc où il a des intérêts dans plusieurs entreprises et où il s'implique dans la recherche d'une solution fédérale en 1953,, et en Algérie. En 1956, il cosigne le manifeste de l'Union pour le salut et renouveau de l'Algérie française (USRAF) de Jacques Soustelle et collabore à son bulletin, La Vérité sur l'Algérie,. 
Parallèlement, il poursuit son combat anticommuniste,,, : il demande la mise hors-la loi en 1950 du Parti communiste. Et surtout, il appuie dès 1948 les officines anticommunistes de Georges Albertini,,, survivant du RNP de Marcel Déat dont il gérait le mouvement avant d'être son directeur de cabinet au ministère du travail en 1944. Officines largement subventionnées par une partie des milieux patronaux. Il met ses nombreuses relations dans les milieux politiques et économiques à la disposition d'Albertini et possède cent parts de la SARL appelée le Centre d'archives et de documentation politique et sociale (à la fois club de réflexion, lieu de rencontre et agence de presse) à sa fondation en 1951, et encore en 1961. Ce centre a été fondé pour combattre les influences communistes dans les milieux ouvriers et faire de la propagande anticommuniste, mais aussi apporter des connaissances solides sur le monde communiste, avec la publication de la revue BEIPI, rebaptisée Est § Ouest en 1956. Il préside aussi aux destinées de l'Institut d'histoire sociale de Boris Souvarine, de 1958 à 1976. Une autre partie des archives d'Émile Roche se trouve à l'Institut à Nanterre. Il a aussi patronné la « conférence internationale sur la guerre politique des Soviets » organisée par Suzanne Labin en 1960 à Paris et a cité favorablement des livres anticommunistes de cette dernière dans ses articles. 
Au cours des années 1960, il est le président d'honneur du Cercle de l'opinion, fondé en 1959 et présidé par Gabriel du Chastain. Il préside ses déjeuners-débats qui reçoivent notamment des personnalités politiques, des patrons et des syndicalistes. 
Roche affirme avoir été « de temps à autre » consulté par le général de Gaulle après son retour au pouvoir en 1958, « de moins en moins au fil des temps » cependant. C'est qu'il publie chaque semaine un article qui parait dans plusieurs journaux, à Paris et en province, dans lequel il lui arrive de « critiquer souvent un point de la politique gouvernementale ». Il affirme dans ses mémoires : « Ce qui pouvait passer pour de l'opposition, ce qui l'était aux yeux du général de Gaulle, attiédit peu à peu nos rapports, et je reconnais volontiers qu'à un certain point de désaccord, je ne fus plus appelé ». Sans nommer de Gaulle, il a critiqué, dans Combat, sa pratique du pouvoir et ses politiques, dénonçant ainsi en 1965 au lendemain du premier tour de la première élection présidentielle au suffrage universel depuis la réforme de 1962 qui vit le président de la République sortant être mis en ballottage, sa politique étrangère, sa politique européenne, sa pratique du « secret du roi empruntée au règne de Louis XV », son « nationalisme anachronique », sa « politique d'inhumanité pratiquée à l'encontre des rapatriés d'Algérie », le « mépris manifesté en des propos aussi regrettables qu'inutiles aux Assemblées constitutionnelles », les tribunaux d'exception, « la politique d'un clan qui prétend octroyer et imposer à des sujets et se refuse à traiter avec les citoyens libres que sont les Français ». Il fait savoir qu'il vote non au référendum de 1969, qui prévoyait la fusion du Sénat et du Conseil économique et social et aboutit à la démission du général de Gaulle. 
C'est un partisan déclaré de la construction européenne. Il préside durant deux ans, de mai 1962 à mai 1964, le Comité économique et social de la Communauté économique européenne (CEE). Dans sa conférence de presse à l'issue de son accession à ce poste, il déclare préconiser la construction d'une Europe intégrée, l'élection du Parlement européen au suffrage universel, vouloir la « création d'une autorité politique supérieure capable de réfréner cette tendance inévitable de voir, au premier danger, les intérêts menacés se réfugier sous l'aile protectrice des patries » ainsi que l'adhésion de la Grande-Bretagne aux institutions européennes, soulignant que cette adhésion « n'est pas de nature inconciliable avec la poursuite d'une intégration européenne plus accentuée ». En 1972, il est favorable au référendum français sur l'élargissement des Communautés européennes qui doit permettre de montrer « la voie exaltante qui s'ouvre devant nous : celle de la patrie européenne en voie d'édification ».
Il apporte son soutien à Israël, dans ses articles, notamment en 1967 à la veille de la guerre des Six Jours ou en 1972 à l'occasion de la prise d'otages des Jeux olympiques de Munich, en adhérant au Comité pour l'alliance France-Israël, créé en 1956 par Jacques Soustelle, en présidant à partir de 1962 le Comité européen permanent pour le développement d'Israël, en participant à une manifestation de soutien en 1967, ou bien à des débats et colloques,, en signant des pétitions et des appels,. Il s'est rendu dans ce pays en 1957 en tant que président du Conseil économique et social, menant une délégation d'hommes d'affaires et de hauts fonctionnaires.
Il est administrateur de diverses entreprises : Poliet et Chausson, les Entreprises de dragage et de travaux publics, la Banque de la Cité, les glaces de Boussois, les Forges et ateliers de Commentry-Oissel, Pétro-Fuga, les Eaux minérales de Contrexéville, Moteurs Perkins SA, etc. Au Maroc, il a été notamment président de la Compagnie marocaine du machinisme agricole et administrateur de la Banque suisse et française d'investissements et de dépôts,,.
Par ses livres de 1949 et de 1980 et par ses articles publiés dans la Revue des Deux Mondes au cours des années 1970, il tente de mettre à bas la légende noire entourant Joseph Caillaux. Il y justifie aussi ses choix, affirmant ainsi qu'il a écrit en 1938 que les accords de Munich étaient une « défaite acclamée » et qu'il n'a pas participé aux différentes manifestations organisées pour la venue à Paris de Joachim von Ribbentrop en décembre 1938 mais passant sous silence son adhésion au Comité France-Allemagne. Il donne à voir une « amitié exceptionnelle » entre lui et Caillaux, deux républicains libéraux que 28 ans séparent et qui partagent un même pacifisme et un intérêt pour les questions économiques et financières. Il se décrit comme le témoin des rencontres entre Caillaux et d'autres personnalités politiques comme Léon Blum ou Georges Mandel, comme le médiateur entre Caillaux et ces personnalités, comme aussi l'acteur de rencontres, de déjeuners et de diners, décrivant une partie des coulisses de la vie politique des années 1930. Le fonds Émile Roche-Joseph Caillaux contient ce qu'Émile Roche possédait au sujet de Caillaux. On y trouve, notamment, une partie de la correspondance personnelle échangée entre les deux hommes. Une partie a été publiée dans son ouvrage de 1980 Avec Joseph Caillaux. Mémoires, souvenirs et documents.

## Décorations
- Croix de guerre 1914–1918
- Grand officier de la Légion d'honneur

## Publications
- L'Or n'est plus roi, Paris, Flammarion, 1942, 213 p. (préface-discussion de Joseph Caillaux. Introduction de Joseph Barthélemy)
- Caillaux que j'ai connu, Paris, Plon, 1949, 351 p.
- Perspectives franco-marocaines, Casablanca, Ed. Atlantides, 1953, préface d'Albert Sarraut, 170 p.
- L'ère des métamorphoses, Paris, Plon, 1959, 75 p.
- Avec Joseph Caillaux : mémoires, souvenirs et documents  (préf. Jean-Baptiste Duroselle), Paris, Publications de la Sorbonne, 1980, 221 p..